# Anna Santer
Anna Santer (Pieve di Cadore, 18 aprile 1975) è una fondista italiana.

## Carriera
Esordì in Coppa del Mondo il 21 dicembre 1993 a Dobbiaco, classificandosi al 90º posto nella 15 km a tecnica classica. Nel 1995, partecipò ai Campionati del Mondo Junior di Gällivare, dove fu sesta nei 15 km e 33° nei 5k sprint. Ha ottenuto i suoi primi punti in coppa il 13 marzo 1999 a Falun con il 26º posto nella classica di 15 km. La migliore stagione della classifica generale è stata la 1999/2000, che ha chiuso al 63º posto. Nel 2001 si classifica seconda in Coppa Europa. Inoltre, ha preso parte alla serie FIS Marathon Cup conquistando il secondo posto nella classifica generale della stagione 2005/2006, battuta dalla connazionale Cristina Paluselli. Tra le vittorie più prestigiose si registrano la Marcialonga (2002), la Transjurassienne (2006) e la Birkebeiner (2006), oltre ad un secondo posto all'Engandina (2006) e un terzo posto a La Sgambeda (2005).